# HD 12296
HD 12296，又名CD-42 684，SAO 215726、HR 588，是一颗恒星，视星等为5.57，位于銀經264.25，銀緯-69.6，其B1900.0坐标为赤經1h 55m 31.5s，赤緯-42° -69.6′ 47″。